# Ed Westfall
Edwin Vernon "Eddie" Westfall, född 19 september 1940 i Belleville, Ontario, är en kanadensisk före detta professionell ishockeyspelare. Westfall spelade som högerforward under 18 säsonger i NHL.

## Karriär
Eddie Westfall började sin NHL-karriär i Boston Bruins säsongen 1961–1962. Han spelade tio säsonger i Bruins och vann Stanley Cup med laget 1970 och 1972. Han hade bland annat en assist på Bobby Orrs avgörande mål i Stanley Cup-finalen 1970.
1972 hamnade Westfall i det nybildade New York Islanders som valde honom i expansionsdraften inför lagets entré i NHL. Westfall blev utsedd till lagkapten för Islanders och gjorde också klubbens första mål någonsin i lagets första match under debutsäsongen 1972–1973. I Islanders spelade Westfall åtta säsonger och var lagets kapten i sex av dem. 1979, året innan Islanders skulle vinna den första av fyra raka Stanley Cup-titlar, avslutade Westfall sin proffskarriär. 
Westfalls bästa säsong poängmässigt var 1969–1970 då han gjorde 25 mål och 34 assists för totalt 59 poäng. Förutom de två Stanley Cup-titlarna vann han 1977 Bill Masterton Memorial Trophy för sportsmannaanda och hängivenhet till ishockeyn.